# Krzemienna (Basses-Carpates)
Pour les articles homonymes, voir Krzemienna.
Krzemienna est une localité polonaise de la gmina de Dydnia, située dans le powiat de Brzozów en voïvodie des Basses-Carpates.